# Justin Cyril Bertrand Gosling
Justin Cyril Bertrand Gosling (* 26. April 1930 in Wolverhampton) ist ein britischer Historiker der antiken Philosophie.
Seine Eltern waren Vincent Gosling und Dorothy Gosling. Nach dem Besuch des Ampleforth College studierte er am Wadham College, Oxford. Anschließend war er Fellow am St John’s College, Oxford (1955–1958); Lecturer in Philosophy, am Pembroke und am Wadham College, Oxford (1958–1960); Fellow in Philosophie an der St Edmund Hall, Oxford (1960–1982) und deren Principal (1982–1996). Er war zudem Senior Proctor der Universität Oxford (1977–1978).
1964 war er Barclay Acheson Professor Macalester College, Minnesota, United States of America, 1970 Visiting Research Fellow an der Australian National University, Canberra.
Gosling hat mit C. C. W. Taylor eine erschöpfende Abhandlung zum Thema der Lust (griechisch: hedoné) im griechischen Denken veröffentlicht. Gleichermaßen bekannt ist er durch eine Abhandlung zur Willensschwäche (griechisch: akrasía).

## Schriften (Auswahl)
- Weakness of the Will. Routledge, London 1990, ISBN 0-415-03435-3.
- mit Christopher Charles Whiston Taylor: The Greeks on Pleasure. 1982, online.
- Plato, Philebus. Translated with notes and commentary. 1975.
- Plato. 1973.
- Pleasure and desire. The case for hedonism reviewed. 1969.